# Porc noir de Bigorre
Le porc noir de Bigorre est une appellation d'origine protégée agroalimentaire concernant la viande de porc gascon. Cette race ancienne est élevée selon un cahier des charges en Bigorre, aux confins des Hautes-Pyrénées, du Gers et de la Haute-Garonne.

## Histoire
Cet animal est présent sur cette région depuis l'Antiquité jusqu'au XXe siècle. En 1981, il ne restait plus que deux mâles et une trentaine de truies. La survie de cette race des Hautes-Pyrénées était alors en danger. L'apparition de l'élevage intensif fait disparaître peu à peu le Porc de Bigorre jugé trop gras pour ce type d'élevage, avec une période d'élevage bien plus longue. En 2018, après de nombreuses années de restitution de cette race face à sa disparition programmée, des éleveurs ainsi que des artisans charcutiers ont réussi à faire renaître cette race porcine de Gascogne. Une organisation a été mise en place afin de détenir la totalité de la production porcine, de la production à la commercialisation, le Consortium du noir de Bigorre, une association qui fédère les professionnels du secteur (soixante éleveurs, deux charcutiers, deux salaisonniers).

## Description

### Zone géographique
Le Noir de Bigorre est originaire des Pyrénées centrales. Il vit en liberté sur son territoire d'origine : la Bigorre, à la frontière des Hautes Pyrénées, du Gers et de la Haute Garonne. 

### Origine raciale
Le porc noir de Bigorre est produit exclusivement avec des animaux de race gasconne. Cet animal est reconnaissable à sa robe noire et à ses oreilles horizontales. Il se distingue également par son aptitude à la marche et sa capacité à se nourrir à partir des ressources de son milieu naturel. Il a une capacité de développement de carcasse égale à 160 kg.

## Élevage

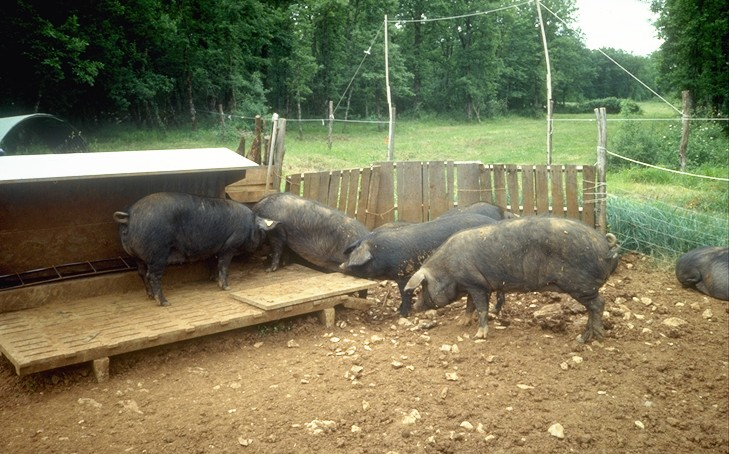
Porcs noirs de Bigorre au nourrisseur

C'est aux pieds des montagnes des Pyrénées que cet animal trouve sa nourriture principale. En effet, il se nourrit principalement avec les ressources de son environnement ; c'est-à-dire de l'herbe, des glands, des châtaignes et de nombreuses autres ressources de ce milieu. 
Cette race porcine locale du Sud-Ouest de la France est particulièrement élevée dans le cadre de la consommation humaine. Ce porc provient de la production fermière : il est donc transformé en charcuterie de façon artisanale. Les porcs sont abattus à l'âge de 12 mois minimum. La viande pourra ainsi maturer en carcasse 8 à 10 jours. Le climat doux, alternant des phases humides et sèches en raison du foehn qui touche sur le territoire de la Bigorre, constitue des conditions idéales[réf. nécessaire] pour l'affinage. 
Le porc de Bigorre représente une réelle race d'exception[non neutre][réf. nécessaire] : son activité de plein air pendant plus d'un an lui confère une viande rouge très irisée et persillée.

## Un produit labellisé

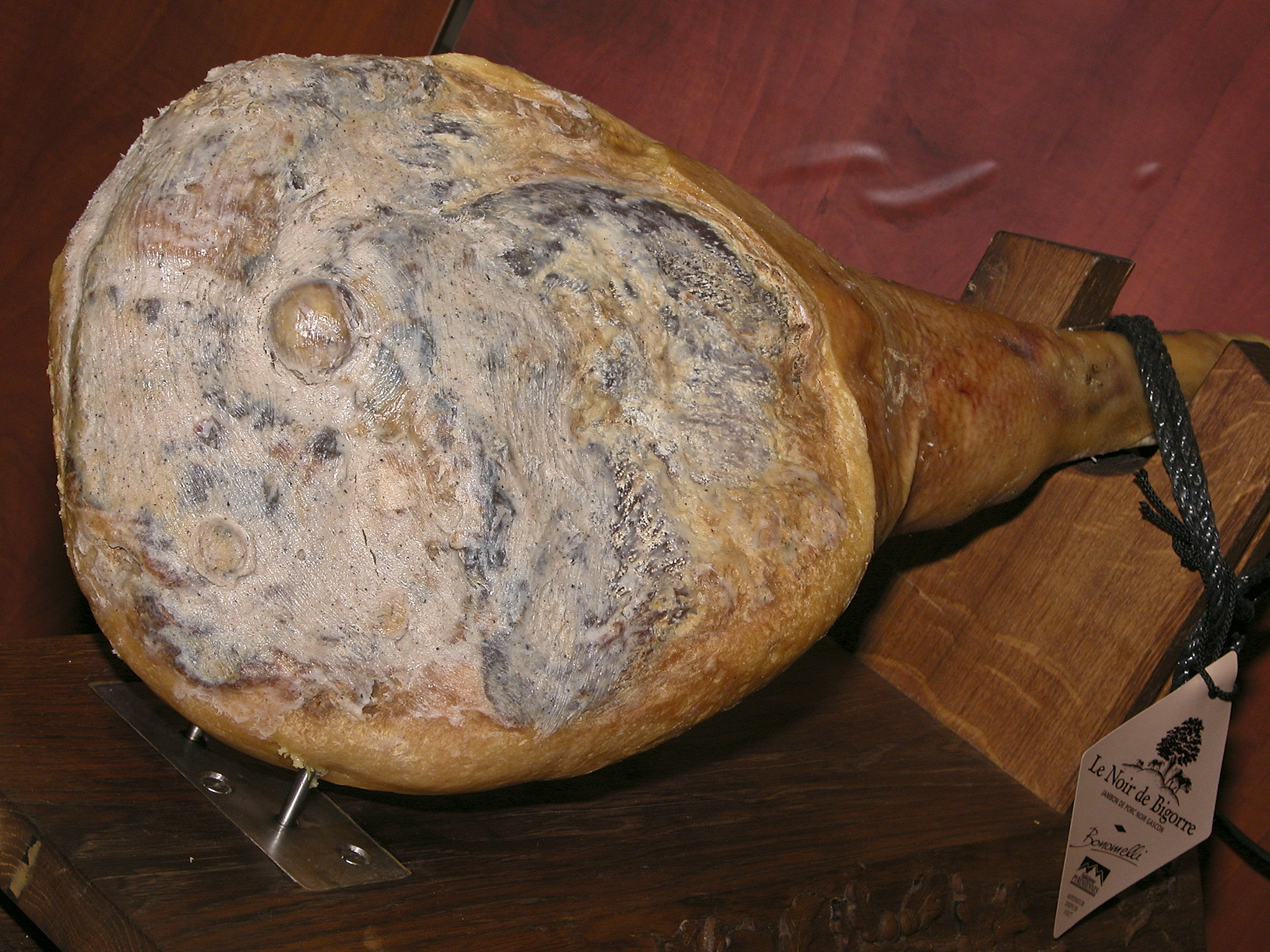
AOP Jambon noir de Bigorre

Le Noir de Bigorre se caractérise par la qualité particulière de sa viande et de son gras qui permettent d'élaborer un jambon sec.
Le projet initié depuis plus de 30 ans, à vouloir conserver un porc élevé dans son environnement naturel et de le transformer de façon artisanale, a vu le jour en 2015. 60 éleveurs produisent quotidiennement 8 500 porcs charcutiers par an pour satisfaire la clientèle. Cette qualité lui permet d'être reconnu comme AOP cette même année. Deux produits labellisés sont reconnus : l’AOP “Jambon Noir de Bigorre” et l’AOP “Porc Noir de Bigorre”.

## Gastronomie
AOP Porc noir de Bigorre
De nombreuses spécialités ont vu le jour, dérivées du Porc Noir de Bigorre. Outre le Jambon Noir de Bigorre dont la réputation n'est plus à faire, La viande de Porc de Bigorre se déguste sous toutes les formes classiques du porc. Toutefois ses caractéristiques gustatives bien reconnaissables du porc noir de Bigorre, et notamment sa saveur légèrement sucrée réhaussée de quelques notes de noisettes, se retrouvent dans chaque pièce.
Les pièces à griller comme :
- L'araignée
- La Carbonnade
- L'escalope
- Le coustous, mieux connu sous le nom de travers de porc.
- Les saucisses de porc noir de Bigorre

Les pièces à mijoter et notamment :
- Le maigre de jarret

Mais aussi les pièces à cuire au four telles que :
- Le rôti d'échine
- L'intemporel filet mignon
- L'indétronable jarret de porc
- La poitrine de porc

La Charcuterie fine n'est pas en reste avec :
- Le prestigieux Jambon Noir de Bigorre
- La ventrêche
- Le boudin
- L'incroyable saucisson de Porc Noir de Bigorre
- Et toutes les déclinaisons de préparations telles que le fromage de tête, les rillettes et les terrines

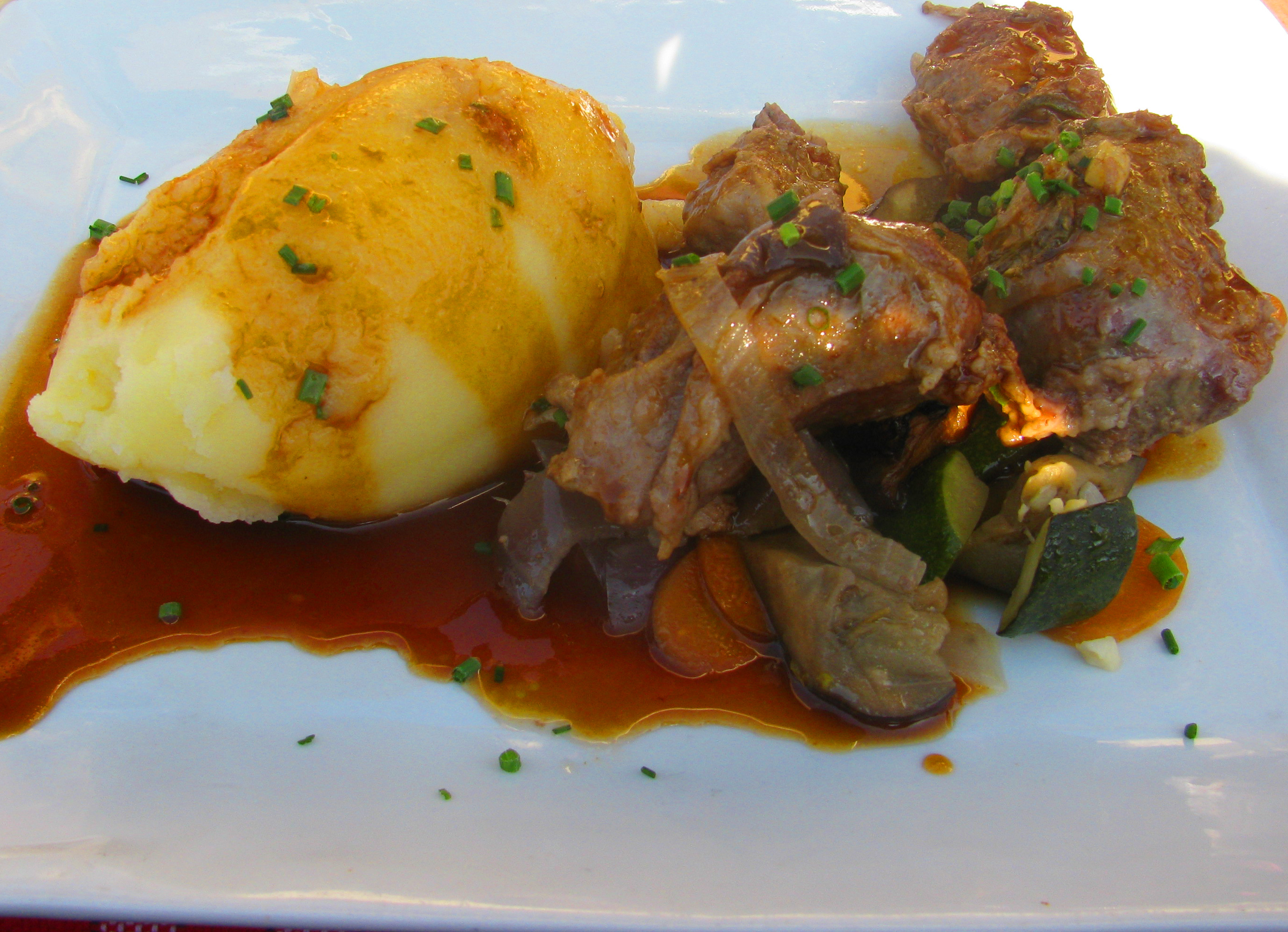
Braisé de porc noir de Bigorre

AOP Jambon noir de Bigorre

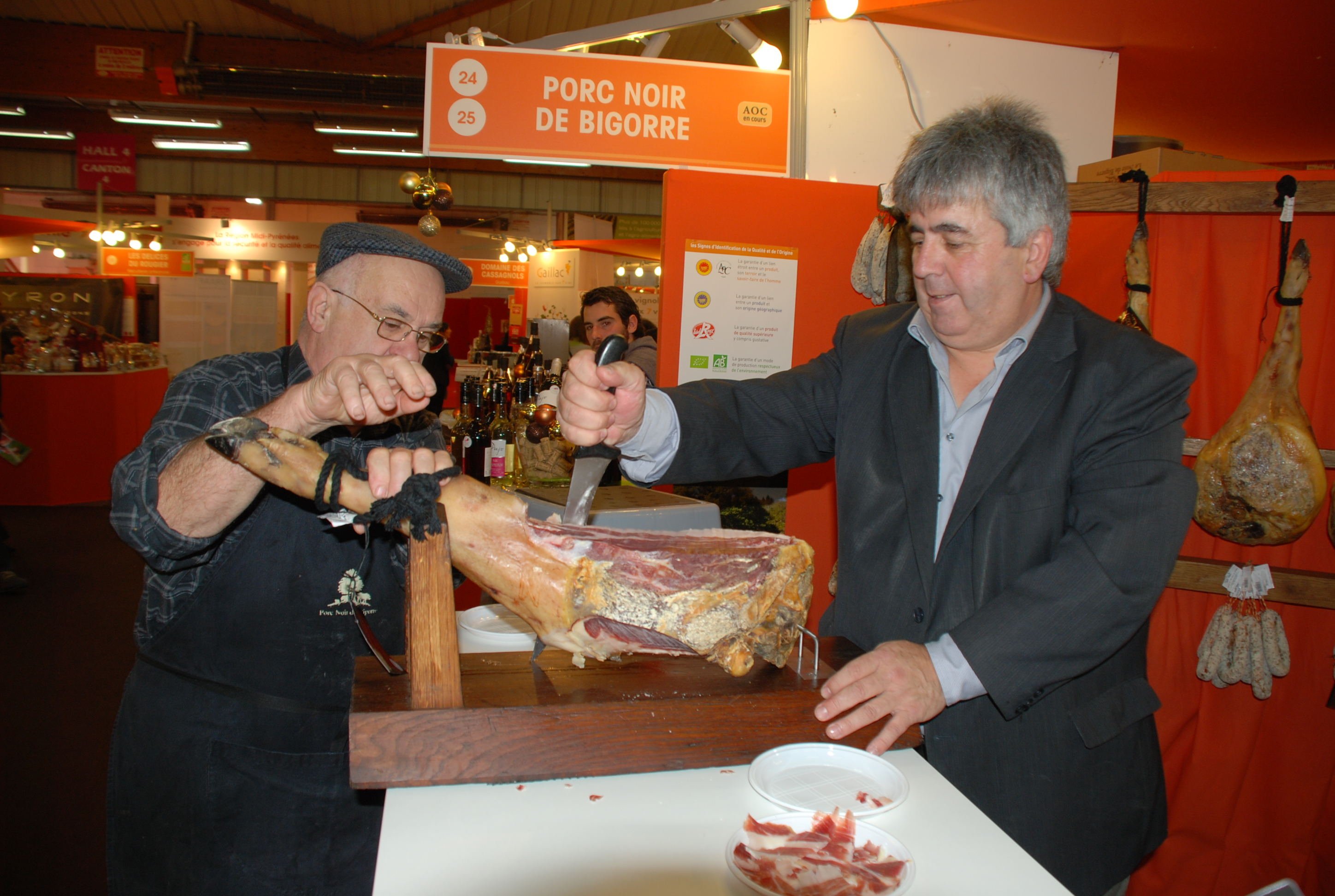
Jambon noir de Bigorre au SISQA 2013
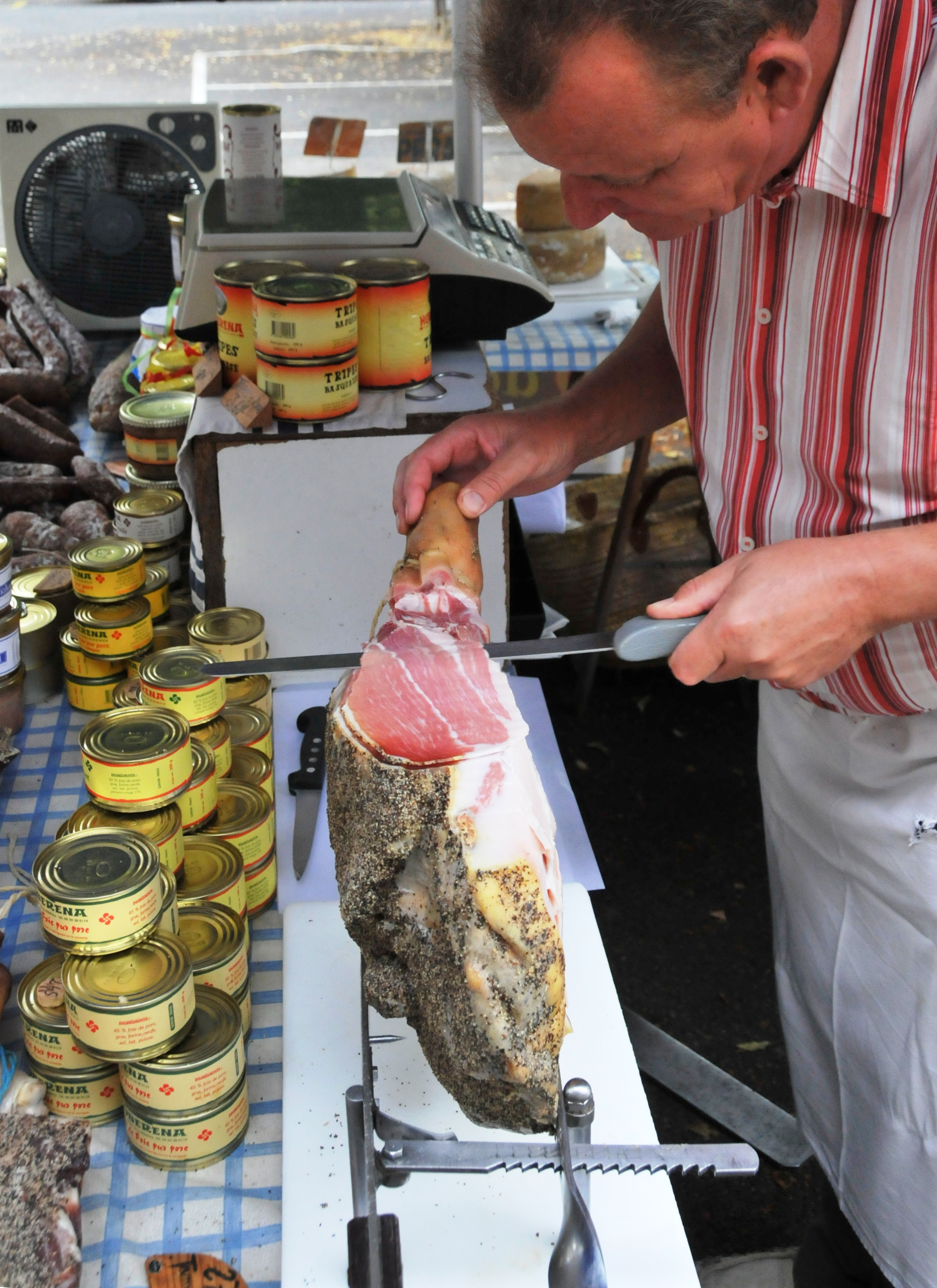
Découpe d'un jambon dans une charcuterie de Dax
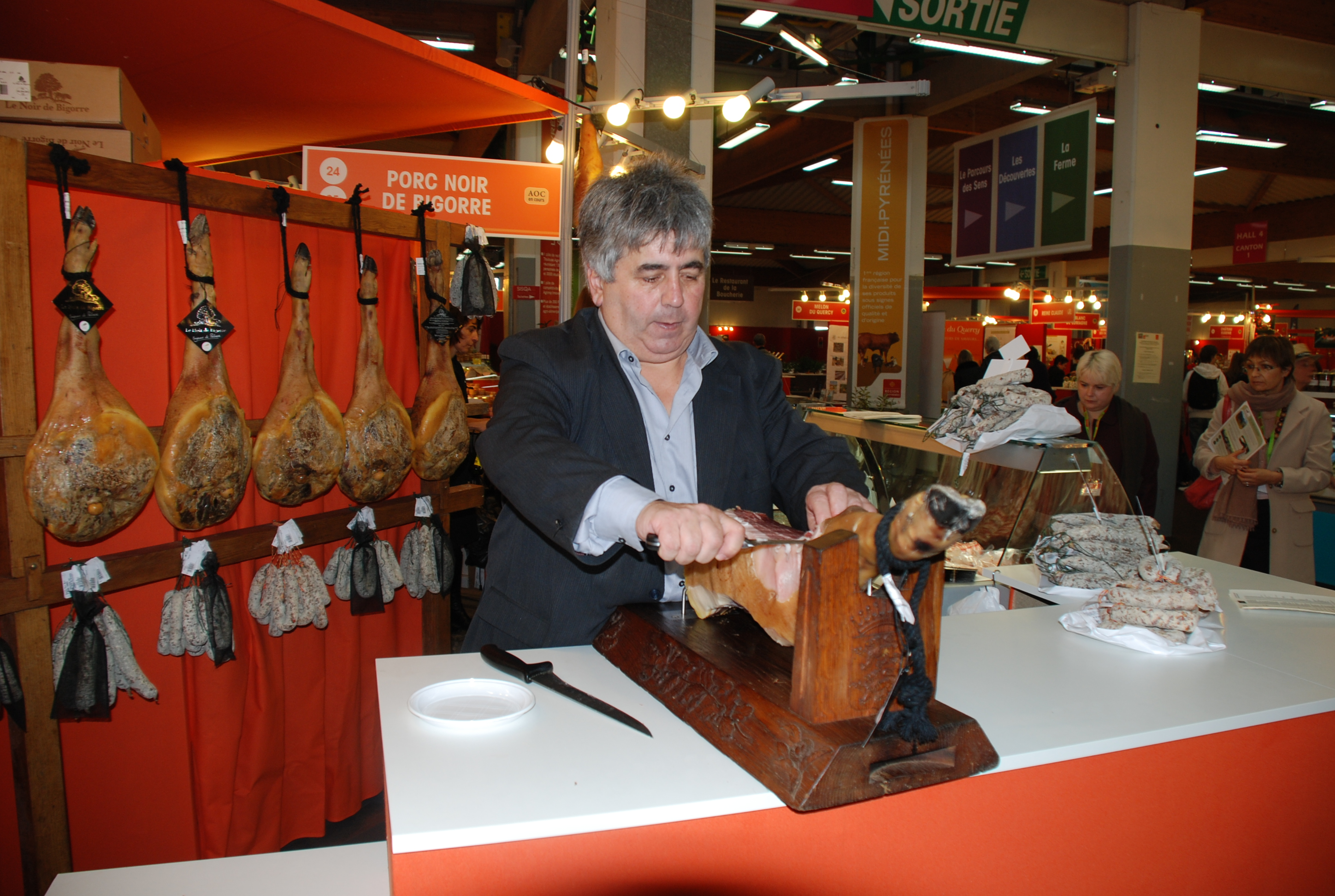
Exposition de jambon noir de Bigorre au SISQA 2013